# اسپرینگواتر هملت (نیویورک)
اسپرینگواتر هملت (به انگلیسی: Springwater Hamlet) یک منطقهٔ مسکونی در ایالات متحده آمریکا است که در نیویورک واقع شده‌است. اسپرینگواتر هملت ۵۴۹ نفر جمعیت دارد و ۲۹۶٫۸۸ متر بالاتر از سطح دریا واقع شده‌است.